# Lauren Edwards
Lauren Edwards est une personnalité politique britannique.

## Biographie
Lauren Edwards naît à Altona, à Melbourne, en Australie, et étudie à l'université d'Adélaïde avant de s'installer au Royaume-Uni en 2005 pour préparer un master à la London School of Economics,.
En 2024, elle est élue députée.